# Rafael Acevedo
Rafael Antonio Acevedo Porras (* 4. Juni 1954 in Sagomoso, Departamento de Boyacá) ist ein ehemaliger kolumbianischer Radrennfahrer.

## Sportliche Laufbahn
Mit 15 Jahren fuhr er sein erstes Radrennen. 1975 wurde er Juniorenmeister im Straßenrennen. 1982 gewann er die Bergwertung der Tour de l’Avenir, die er auf dem 6. Platz des Gesamtklassements beendete. Als Amateur vertrat er Kolumbien 1981 bei den UCI-Straßen-Weltmeisterschaften und wurde 28. im Straßenrennen, 1983 dann 27. Im Rennen der Profis 1986 schied er aus.
1985 bis 1989 war er Berufsfahrer im Radsportteam Café de Colombia. In der Vuelta a Columbia gewann er zwischen 1979 und 1982 fünf Etappen. 1982 wurde er Zweiter der Gesamtwertung hinter dem Sieger Cristóbal Pérez. Die Vuelta a la Costa gewann er 1986.
Viermal bestritt er die Tour de France. 1984 wurde er 12., 1985 43., 1987 18. der Gesamtwertung. 1986 schied er aus. Im Giro d’Italia 1985 wurde 42., in der Vuelta a España belegte er 1986 den 44. Rang, 1988 schied er aus. 
Nach seiner aktiven Zeit als Radrennfahrer wurde er Nachwuchstrainer in seiner Heimat. Auch als Präsident der Boyacá Cycling League war er im Radsport tätig.